# Marta Higueras Garrobo
Marta María Higueras Garrobo (Madrid, 1964) és mediadora penal, lligada des de l'inici de la seva carrera al sector judicial. Des de juny de 2015 és Primera Tinent d'Alcalde de l'Ajuntament de Madrid i regidora de l'Àrea d'Equitat, Drets Socials i Ocupació. De 2009 a 2013 va ser Directora de Justícia i Administració Pública del Govern Basc.

## Trajectòria
Nascuda a Madrid, veïna del districte Arganzuela, és geògrafa de formació.
Va treballar com a oficial en els Jutjats de Plaça de Castella de Madrid, posteriorment en el Consell General del Poder Judicial com a cap de la Secció d'Oficina Judicial durant 5 anys. Al País Basc va ser assessora de Justícia amb Inmaculada de Miguel i a l'agost de 2009 va ser nomenada Directora de Justícia i Administració Pública, càrrec que va ocupar durant el govern socialista de Patxi López, fins a gener de 2013. A més va ser membre de la Comissió d'Infància i Adolescència de la Comunitat Autònoma Basca.

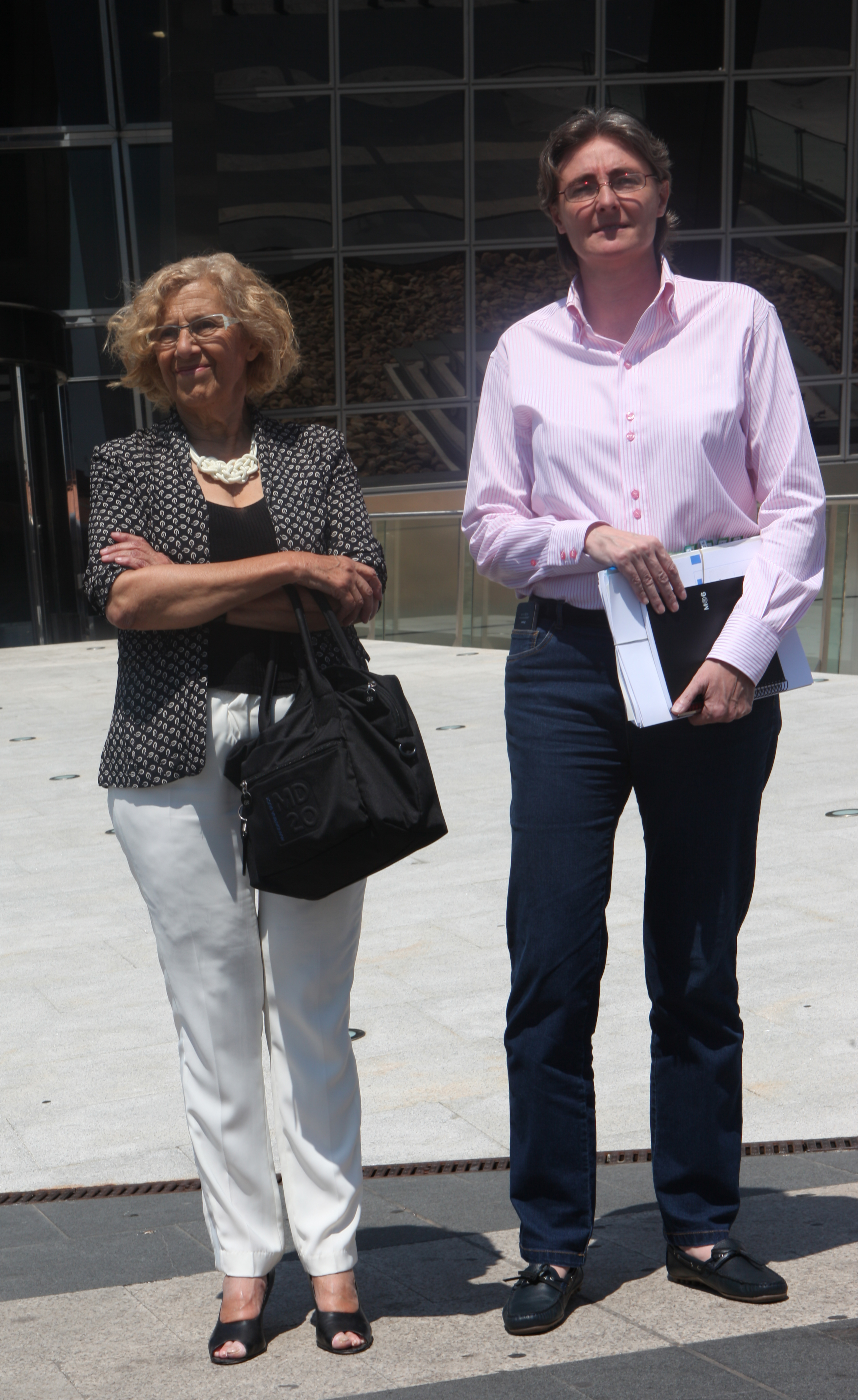
Marta Higueras i Manuela Carmena a la plaça de Castella (juny de 2015)

En la seva última etapa abans d'arribar a l'Ajuntament de Madrid va treballar en el Tribunal de Comptes, en la secretaria de la consellera María Antonia Lozano, proposta per al càrrec per Esquerra Unida i va ser membre de la Comissió d'Igualtat d'aquesta institució (2013-2015).

### Ara Madrid
En les eleccions municipals de maig de 2015 va ocupar el lloc número set de la llista d'Ara Madrid per a l'Ajuntament de Madrid.
Alguns mitjans de comunicació la consideren «la persona de confiança» de Manuela Carmena a l'Ajuntament de Madrid. Va conèixer a la jutgessa Carmena en 1992 quan treballava en els Jutjats de Plaza Castella i des de llavors ha mantingut una estreta relació. Des de juny de 2015 a l'Ajuntament de Madrid és Primera Tinent d'Alcalde, titular de la Regidoria d'Equitat, Drets Socials i Ocupació i exerceix en la pràctica de vicealcaldesa.
En el consistori madrileny va engegar l'oficina de mediació antidesahucios, un dossier que coneix de prop a partir de l'experiència del Servei de Mediació Hipotecària del Govern Basc durant la seva etapa com a Directora de Justícia. És també responsable de l'àrea d'igualtat. En 2017 es visibilizó de forma pública com a lesbiana.